# Теоксена
Вижте пояснителната страница за други личности с името Теоксена.
Теоксена (на старогръцки: Θεόξενα) е доведена дъщеря на египетския цар Птолемей I Сотер и Береника I и така член на династията на Птолемеите.

## Биография
Теоксена е родена преди 317 г. пр. Хр. в Македония. Дъщеря е на Береника I и първият ѝ съпруг, македонския благородник Филип († ок. 318 г. пр. Хр.), който е офицер на Александър Велики. След смъртта на нейния баща майка ѝ става дворцова дама на първата си братовчедка Евридика I, съпругата на Птолемей I и взема Теоксена в Египет. През 317 г. пр. Хр. майка ѝ става третата съпруга на Птолемей I.
Теоксена е родна сестра на Магас, който става 301 г. пр. Хр. цар на Кирена и на Антигона, която се омъжва ок. Около 300 или 298 г. пр. Хр. за цар Пир. Тя е полусестра на Арсиноя II (* 316), Птолемей II Филаделф (* 308), и Филотера. Тя е доведена сестра на Птолемей Керавън.
Теоксена се омъжва ок. 295 г. пр. Хр. за Агатокъл († 289 г. пр. Хр.), който е тиран на Сиракуза (317-289 г. пр. Хр.) и цар на Сицилия (304-289 г. пр. Хр.). Тя е негова трета и последна съпруга. Става мащеха на Ланаса, която през 295 г. пр. Хр. е омъжена за цар Пир и след това 290 г. пр. Хр. за Деметрий I Полиоркет.
Теоксена има с Агатокъл два сина, които при неговата смърт са още малки. Малко преди да умре той изпраща Теоксена заедно с нейната зестра и децата в Египет, за да ги спаси от очакваните кръвополтни битки за трона. Теоксена с децата си живее в Египет при полубрат си Птолемей II Филаделф.
Умира след 289 година пр. Хр.